# Schloss Neudorf (Bentschen)

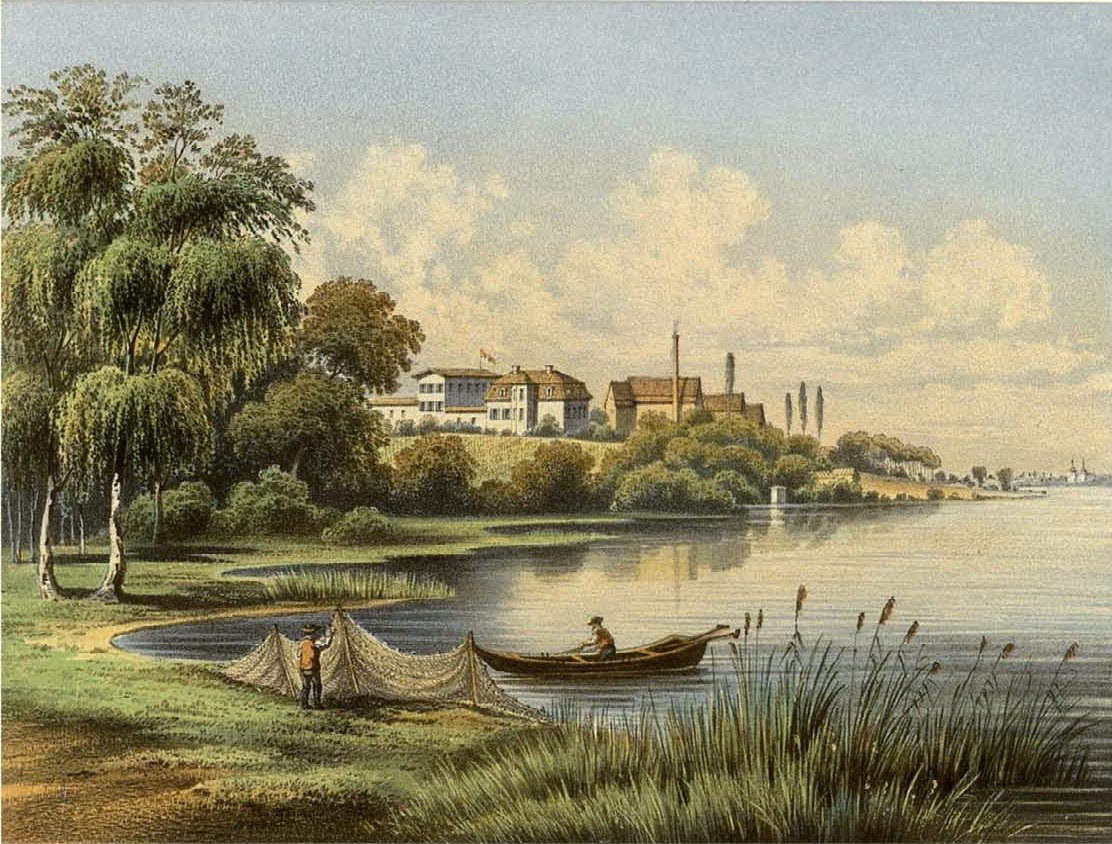
Darstellung bei Duncker

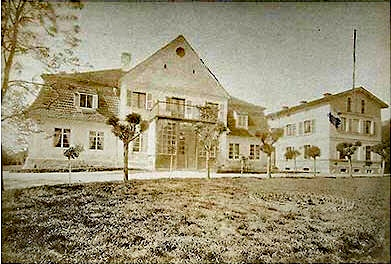
Aufnahme von A. Mencke

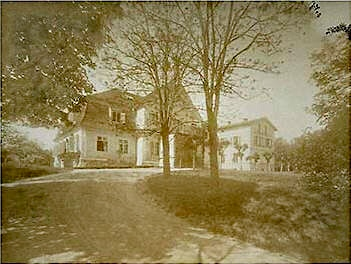
Aufnahme von A. Mencke

Schloss Neudorf ist ein Schloss bei Zbąszyń (Bentschen) im heutigen Polen am westlichen Ufer des Bentschener Sees (Jezioro Błędno) im heutigen Dorf Nowa Wieś im Powiat Nowotomyski.

## Geschichte
Alexander Duncker berichtete, dass die Herrschaft Zbąszyń zunächst ungeteilt war, bis der Hussit Abraham von Zbąszyń auf seinem Hauptschloss belagert, gefangen genommen und auf dem Scheiterhaufen verbrannt wurde und seine Güter um 1700 an die Familie von Garczynski übergingen. In den 1830er Jahren wurden die Güter Lomnitz, Weidenvorwerk und Groß-Dammer verkauft; der Rest blieb zunächst noch im Besitz des Thaddäus von Garczynski. Dieser, ein königlicher Kammerherr, veräußerte 1847 auch die übrigen Teile der Herrschaft. 1855 ging die Herrschaft von Edmund von Pourtalès in die Hände des Julius Peter Hermann August Graf zu Lippe-Biesterfeld über, der Schloss Neudorf zu seinem Wohnsitz machte, da das eigentliche Bentschener Schloss in einem zu schlechten baulichen Zustand war. Duncker beschreibt Schloss Neudorf als „an dem […] Bentschener See auf einer Anhöhe, umgeben von Wald und Weinbergen, sehr freundlich gelegen […]“ Erste fotografische Aufnahmen des Schlosses fertigte wohl der Fotograf und Verleger August Mencke um 1870 an. Das Bauwerk blieb nun lange in den Händen der Familie Lippe-Biesterfeld: In einem Brief vom 10. September 1880 berichtete Martha Fontane ihren Eltern von einem Besuch der gräflichen Familie – Julius zu Lippe-Biesterfeld und Gemahlin sowie zwei der neun damals noch lebenden Kinder – in Klein-Dammer, wo sie zu dieser Zeit Hauslehrerin war.
1920 blieb das Gebiet, auf dem sich die Burg befand, Teil Deutschlands, im Gegensatz zur Stadt Neudorf (Nowa Wieś Zbąska) und dem Rest der heutigen Gmina Zbąszyń, die im Rahmen des Versailler Vertrages an Polen abgetreten wurden.

## Leben
- Schloss Neudorf. In: Alexander Duncker (Hrsg.): Die ländlichen Wohnsitze, Schlösser und Residenzen der ritterschaftlichen Grundbesitzer in der preußischen Monarchie nebst den königlichen Familien-, Haus-, Fideicommiss- und Schattull-Gütern. Band 3. Duncker, Berlin 1860, Blatt 161 (zlb.de  [Text zwei Seiten danach]).

## Belege
1. ↑  Lippe (-Detmold) (Memento vom 31. März 2017 im Internet Archive) genealogy.net
2. ↑  Schloss Neudorf. In: Alexander Duncker (Hrsg.): Die ländlichen Wohnsitze, Schlösser und Residenzen der ritterschaftlichen Grundbesitzer in der preußischen Monarchie nebst den königlichen Familien-, Haus-, Fideicommiss- und Schattull-Gütern. Band 3. Duncker, Berlin 1860, Blatt 161 (zlb.de  [Text zwei Seiten danach]).
3. ↑  Gotthard Erler (Hrsg.): Meine liebe Mete. Ein Briefgespräch zwischen Eltern und Tochter. Aufbau Verlag, 2001, ISBN 3-7466-5288-X, S. 55 f.

Koordinaten: 52° 12′ 31,2″ N, 15° 53′ 29,1″ O